# Moschus leucogaster
Moschus leucogaster är ett hovdjur i familjen myskhjortar som förekommer i Himalaya.

## Utseende
Arten har jämförelsevis korta framben och kraftiga bakben. Den når en kroppslängd (huvud och bål) av 86 till 100 cm, en mankhöjd av 40 till 50 cm och en vikt av 13 till 18 kg. En svans saknas. Liksom andra arter av familjen saknar Moschus leucogaster horn. Däremot har hannar långa hörntänder som är synliga utanför munnen. Den täta pälsen är brun med gråa skuggor vid vissa ställen och på halsen finns två vita fläckar. Ungdjur har vita fläckar över hela kroppen.

## Utbredning och habitat
Denna myskhjort förekommer från Kashmirregionen (Indien) över Nepal till Bhutan och södra Kina. Den når i Himalaya 2500 meter över havet. Habitatet utgörs av bergsängar, buskskogar, öppna bergsskogar och klippiga områden med glest fördelad vegetation.

## Ekologi
Individerna är aktiva på dagen, ofta vid gryningen och skymningen. De lever allmänt ensam och har ett cirka 22 hektar stort revir. Revir av olika kön kan överlappas. Hannar markerar revirets gränser med en vätska från doftkörtlarna (mysk).
Moschus leucogaster äter gräs, blad, kvistar, mossa, lav och unga växtskott.
Parningstiden ligger mellan november och juli. Honan föder efter 178 till 198 dagar dräktighet ett ungdjur. Ungen får ungefär två månader di och efter sex månader har den samma storlek som de vuxna djuren. Könsmognaden infaller efter 1,5 år, hos honor ibland lite tidigare. Moschus leucogaster kan bli 20 år gammal.

## Hot och status
Denna myskhjort jagas för doftämnets skull som förarbetas bland annat till parfym. Några individer skjutas för köttets skull. IUCN uppskattar att beståndet minskade med 50 procent under de gångna 21 åren (tre generationer) och listar arten som starkt hotad (EN).